# Wojciech Stepek
Wojciech Stepek (ur. 11 kwietnia 1885 w Haczowie, zm. 13 listopada 1938 w Poznaniu) – podpułkownik żandarmerii Wojska Polskiego.

## Życiorys
Urodził się 11 kwietnia 1885 w Haczowie, w ówczesnym powiecie brzozowskim Królestwa Galicji i Lodomerii, w rodzinie Michała, szewca, i Anny z Kaczkowskich. W 1907 zdał egzamin dojrzałości w C. K. Gimnazjum Męskim w Sanoku (w jego klasie byli m.in. Bolesław Stepek, Juliusz Zaleski).
Podczas I wojny światowej walczył w szeregach cesarsko-królewskiej Obrony Krajowej. Jego oddziałem macierzystym był 16 Pułk Piechoty Obrony Krajowej, w 1917 przemianowany na Pułk Strzelców Nr 16. W czasie służby w c. k. Obronie Krajowej awansował na kolejne stopnie w korpusie oficerów rezerwy: kadeta (1 stycznia 1914), podporucznika (1 maja 1915) i porucznika (1 maja 1917).
Po odzyskaniu przez Polskę niepodległości został przyjęty do Wojska Polskiego. W połowie listopada 1918 w stopniu porucznika był komendantem powiatowym w Strzyżowie. 14 czerwca 1921 został przeniesiony ze stanowiska zastępcy dowódcy Dywizjonu Żandarmerii Wojskowej Nr 3 w Kielcach do Dowództwa Żandarmerii Wojskowej w Warszawie na stanowisko szefa sztabu.
3 maja 1922 został zweryfikowany w stopniu podpułkownika ze starszeństwem z 1 czerwca 1919 w korpusie oficerów żandarmerii. Pełnił funkcję dowódcy 7 Dywizjonu Żandarmerii w Poznaniu od 4 października 1921 do 31 marca 1927. W marcu 1927 został przeniesiony do kadry oficerów żandarmerii z równoczesnym przydziałem do Dywizjonu Szkolnego Żandarmerii w Grudziądzu na stanowisko dowódcy dywizjonu. W tym czasie uzyskał dyplom magistra praw na Uniwersytecie Jagiellońskim. Położył zasługi w zakresie wyszkolenia kadr polskiej żandarmerii w II Rzeczypospolitej, publikując podręczniki. Działał w sferze spółdzielczości, założył spółdzielnię żywnościową i budowlaną spółdzielnię wojskową w poznańskim Szelągu. Z dniem 15 stycznia 1930 został przeniesiony w stan spoczynku. W 1934 jako oficer stanu spoczynku pozostawał w ewidencji Powiatowej Komendy Uzupełnień Poznań Miasto. Był wówczas przewidziany do użycia w czasie wojny.
W 1931 pracował jako zastępca dyrektora Kasy Chorych w Poznaniu. Od 20 listopada 1931 pełnił stanowisko inspektora w zarządzie miejskim miasta Poznania. Był działaczem Ligi Morskiej i Kolonialnej, pełniąc funkcje prezesa oddziału LMK przy zarządzie miejskim w Poznaniu oraz członka zarządu i przewodniczącego sekcji programowej okręgu LMK. Działał społecznie w ramach dożywiania uczniów szkolnych.
Zmarł 13 listopada 1938 w poznańskim szpitalu. Został pochowany na cmentarzu parafii św. Wojciecha w Poznaniu (kwatera 3, miejsce 47).
Wojciech Stepek był żonaty z Olga z Żółczyńskich, z którą miał córki Zofię i Annę oraz syna Kazimierza.

## Publikacje

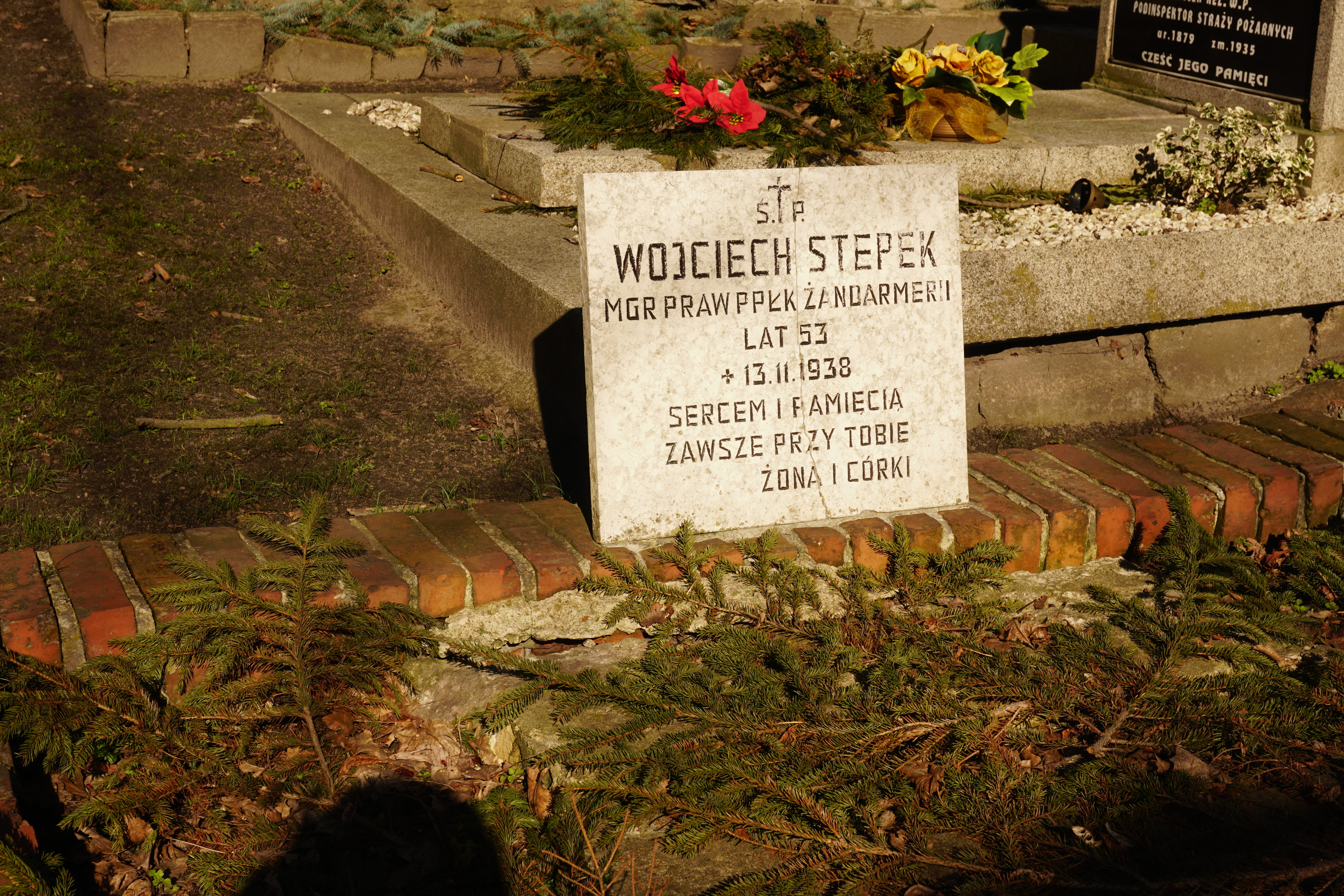
Grób ppłka Wojciecha Stepka

- Służba śledcza. Podręcznik dla organów bezpieczeństwa (1923, współautor)
- Służba wywiadowcza i ochrona przeciwszpiegowska
- Wywiad kryminalny

## Odznaczenia
- Złoty Krzyż Zasługi – pośmiertnie (1938)[28]
- Srebrny Krzyż Zasługi
- Signum Laudis Brązowy Medal Zasługi Wojskowej z mieczami na wstążce Krzyża Zasługi Wojskowej[29]
- Srebrny Medal Waleczności 1 klasy[29]
- Srebrny Medal Waleczności 2 klasy[29]